# Phương Thế Ngọc
Phương Thế Ngọc (chữ Hán: 方世玉 Fāng Shìyù; đọc theo tiếng Quảng Đông: Fong Sai-yuk; 1733 - 1825), một tiểu anh hùng trong huyền thoại Trung Hoa, là con trai Phương Đức, một thương gia giàu có, và Miêu Thúy Hoa (苗筴花 Miáo Jiáhuā; tiếng Quảng Đông: Miu Tsui-fa). Phương Thế Ngọc từ nhỏ đã được rèn luyện võ công từ người mẹ Miêu Thúy Hoa, vốn là con gái của Miêu Hiển (苗顯 Miáo Xiǎn; Miu Hin), một trong năm vị trưởng lão đã thoát khỏi vụ thảm sát Thiếu Lâm tự của triều đình nhà Thanh lúc trước. Thế Ngọc là một đệ tử của Thiếu Lâm, và những chiêu thức võ công Phương Thế Ngọc có thể được coi là có liên quan nhiều tới Thiếu Lâm Hồng gia sau này.

## Truyền thuyết
Cuộc đời của anh hùng thiếu niên Phương Thế Ngọc có khá nhiều điểm ly kỳ. Theo truyền thuyết, từ lúc sinh ra, đã được mẹ tắm trong rượu thảo dược, vì vậy lớn lên trở thành người "mình đồng, da sắt". Phương Thế Ngọc là người giỏi võ, thông minh, hồi nhỏ rất nghịch phá, nhưng là người biết đúng sai và biết bênh vực kẻ yếu. Khi còn ở tuổi thiếu niên, Phương Thế Ngọc đã bị Lôi Lão Hổ thách đấu và đã lỡ tay giết chết ông ta trong một trận huyết đấu trên trận đồ Mai Hoa Thung sau khi lập "sinh tử trạng" (nếu có bị đánh chết cũng không được kiện cáo với chính quyền địa phương sở tại). Mai Hoa Thung trận, một kỹ pháp giao đấu trên các cọc tròn có đường kính 20–30 cm và cao 2–3 m, là sáng kiến của võ công Thiếu Lâm Tung Sơn Hà Nam trong bài quyền nổi tiếng Ngũ Lộ Mai Hoa Quyền. Do sự việc này xảy ra, Bạch Mi đạo nhân và các môn đồ của ông ta quyết truy tìm Phương Thế Ngọc để báo thù, Phương Thế Ngọc phải bỏ lên Thiếu Lâm tự để rèn luyện thêm về võ Thiếu Lâm và những kỹ pháp truyền thống của Thiếu Lâm quyền.
Theo truyền thuyết, Thế Ngọc cuối cùng đã bị Bạch Mi đạo nhân giết chết, nhằm mục đích trả thù. Không hiểu có ai đã ghét và lên án ông này một cách đầy ác ý như vậy khiến cho Bạch Mi đạo nhân trở nên "khét tiếng" là một kẻ tiểu nhân bỉ ổi và xấu xa.

## Truyện tiểu thuyết võ hiệp Trung Hoa
Nhưng trong tiểu thuyết Càn Long du Giang Nam của vua Càn Long nhà Thanh thì chùa Thiếu Lâm Phúc Kiến đã bị Bạch Mi đạo nhân cùng Phùng Đạo Đức dẫn quan quân nhà Thanh đến tiêu diệt khiến cho Ngũ Mai sư thái, Chí Thiện thiền sư và Miêu Hiển trốn chạy, trong truyện này phần cuối có kể môn đồ của Chí Thiện thiền sư là Hồng Hy Quan và Phương Thế Ngọc bị giết chung với Chí Thiện dưới tay Bạch Mi đạo nhân, Ngũ Mai sư thái và Phùng Đạo Đức. Phương Thế Ngọc bị Ngũ Mai sư thái đá bể hạ bộ chết trên Mai Hoa Thung trận, Chí Thiện thiền sư bị Bạch Mi đạo nhân dùng công phu Thiết Bố Sam lấy bụng hóa mềm như bông gòn hút công phu Thiết đầu đà và bẻ gãy cổ Chí Thiện thiền sư. Riêng Hồng Hy Quan thì bị Phùng Đạo Đức và các môn đồ Bạch Mi quyền dùng đao chém chết. Trong câu chuyện này Ngũ Mai sư thái và Phùng Đạo Đức lại là kẻ đồng lõa với Bạch Mi đạo nhân trở thành "phản đồ" đi đốt chùa Nam Thiếu Lâm. Câu chuyện này mang tính xuyên tạc về chùa Thiếu Lâm và các môn đồ Thiếu Lâm.
Câu chuyện thứ hai là tiểu thuyết Lã Mai Nương của Tề Phong Quân kể rằng Lã Mai Nương (con của Lã Tứ Nương) thuộc Bắc Thiếu Lâm cùng chồng là Cam Tử Long (con của Cam Phượng Trì, một cao đồ nổi tiếng bên ngoài là nhân vật có thật của Thiếu Lâm Tung Sơn Hà Nam) và các sư đồ Bắc Thiếu Lâm đã giải cứu chùa Thiếu Lâm (dòng Nam Thiếu Lâm) và giải thoát cho Chí Thiện thiền sư, Hồng Hy Quan, Phương Thế Ngọc thoát khỏi bàn tay độc ác của Bạch Mi đạo nhân. Câu chuyện này lại có vẻ đề cao võ công Thiếu Lâm.

## Phim ảnh
Cuộc đời huyền thoại của Phương Thế Ngọc đã nhiều lần được dựng thành phim, điển hình như:
1. Thiếu Niên anh hùng Phương Thế Ngọc;
2. Nam Thiếu Lâm;
3. Nam Thiếu Lâm 36 cửa ải (36 Chambres of Shaolin)
4. Hồng Hy Quan và Phương Thế Ngọc (hãng phim Thiệu Thị xuất bản, Lưu Gia Lương đạo diễn và cố vấn võ thuật),
5. Thiếu Lâm Hồng Gia Quyền (hãng phim Thiệu Thị xuất bản, Trương Triệt đạo diễn),...
6. Tân Phương Thế Ngọc - Anh hùng Thiếu Lâm năm 1999